# Lalisa Manobal
Lalisa Manobal (thailändisch ลลิสา มโนบาล; * 27. März 1997 als Pranpriya Manobal (ปราณปรียา มโนบาล) in Buri Ram), auch bekannt als Lisa, ist eine thailändische Sängerin, Rapperin, Tänzerin und Model. Sie ist seit 2016 Mitglied der südkoreanischen Girlgroup Blackpink. Als Mitglied von Blackpink erhielt sie am 22. November 2023 die Auszeichnung „Ehrenmitglied des Order of the British Empire“ (englisch Honorary Member of the Order of the British Empire, kurz Honorary MBE) in Anerkennung ihres Engagements gegen den Klimawandel.
Im Jahr 2025 gab sie ihr Schauspieldebüt als Nebendarstellerin in der dritten Staffel der Serie The White Lotus.

## Biografie
Pranpriya Manobal wurde am 27. März 1997 in Buri Ram (Thailand) geboren. Nach einer Wahrsagung wurde ihr Name zu Lalisa geändert, was „die Gelobte“ bedeutet. Lalisa besuchte die Praphamontree II School, eine Privatschule in Samutprakan. Sie war Teil einer aus 11 Leuten bestehenden Klasse, die an einem englischsprachigen Schulprogramm teilnahmen, weshalb ihr Unterricht auf Englisch stattfand. Ihre Mutter ließ sie ebenfalls eine Tanzschule besuchen. Zusätzlich nahm sie Gesangsunterricht bei zwei thailändischen Gesangslehrerinnen. Darüber hinaus war sie Mitglied der thailändischen Tanzgruppe „We Zaa Cool“ mit ihrem Kindheitsfreund BamBam von Got7. Sie war ein großer K-Pop-Fan, speziell von den Künstlern von YG Entertainment und machte es sich zum Ziel, selbst in diesem Feld tätig zu sein. Zwischen dem 29. September und dem 29. Oktober 2010 fand die erste YG Entertainment Audition in Thailand statt, bei der sie den 1. Platz erreichte und als einzige Bewerberin in das YG Entertainment aufgenommen wurde. Außerdem wurde sie das erste nicht-koreanische Mitglied von YG Entertainment. Sie spricht fließend Thai, Koreanisch, Japanisch und Englisch. Ihr aus der Schweiz stammender Stiefvater, Marco Brüschweiler ist ein zertifizierter Meisterkoch und Mitglied der World Association of Chefs Societies.

## Karriere

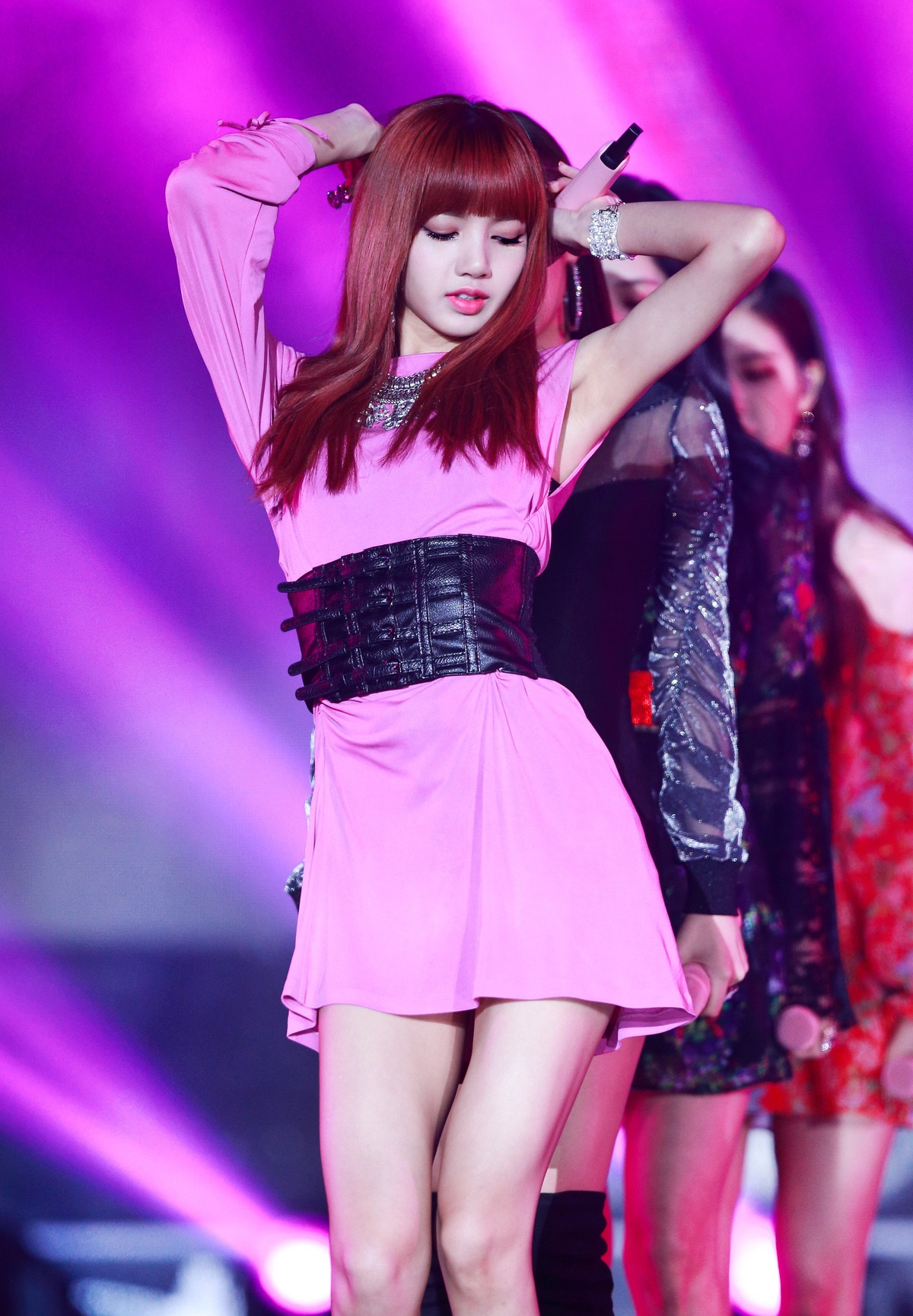
Lisa beim Korea Music Festival (2017)

### 2011–2016: Trainee und Debut
Von April 2011 bis August 2016 war sie eine Trainee bei YG Entertainment. Als Trainee hat sie mit dem Rappen angefangen. Seit 2014 ist sie mit iKONs B.I und BOBBY Gesicht der von YG Entertainment ins Leben gerufenen Modemarke „NONA9ON“ und erscheint regelmäßig in deren Werbekampagnen.
Seit 2012 begann YG Entertainment die Vorbereitungen für das Debüt einer neuen Girlgroup. Die endgültigen Mitglieder wurden am 29. Juni 2016 offiziell angekündigt, worunter sich Lisa befand. Letztendlich debütierte sie am 8. August 2016 als Lisa, zusammen mit Bandmitgliedern Jennie, Jisoo und Rosé als Blackpink mit der EP SQUARE ONE.

### 2018–2023: Erste Model- und Soloaktivitäten
Seit dem 1. Februar 2018 steht Lisas erste Modekollektion, „Brightest Star in The Night Sky“ mit NONA9ON zur Vorbestellung zur Verfügung und seit dem 8. Februar steht sie offiziell zum Verkauf bereit. Nach dem Start der Vorbestellung waren viele Artikel in kurzer Zeit bereits ausverkauft und bevor die Kollektion noch offiziell zum Verkauf stand, waren die Artikel bereits komplett ausverkauft. Aufgrund von Lisas Erfolg mit NONA9ON wurde am 21. März 2018 angekündigt, dass Lisa das Gesicht von YG Plus’ Moonshot Cosmetics in China wird. und des Weiteren ihre zweite Modekollektion mit NONA9ON im September erscheint.
Als drittes Gruppenmitglied hatte Lisa ihr Solo-Debüt am 10. September 2021 mit dem Single-Album Lalisa.
Am 19. April 2023 hat das koreanische Label The Black Label angekündigt, dass Lisa mit dem koreanischen Sänger Taeyang für das Lied Shoong kollaboriert, welches am 25. April auf der EP Down To Earth erschien.
Im September 2023 performte Lisa für die Kabarett-Show Crazy Horse in Paris.
Am 29. Dezember 2023 hat YG Entertainment angekündigt, dass Lisa zusammen mit BLACKPINK ihren Vertrag mit YG Entertainment für Gruppenaktivitäten verlängert hat. Lisa verlängerte den Vertrag für Soloaktivitäten nicht mit YG Entertainment.

### 2024 – heute: Weitere Soloaktivitäten, Neues Management
Am 8. Februar 2024 hat Lisa ihr eigenes Management LLOUD gegründet, welches zukünftig alle ihre Aktivitäten als Solo-Künstlerin managen wird.
Am 10. April 2024 hat LLOUD angekündigt, dass Lisa einen Vertrag mit RCA Records unterschrieben hat. RCA übernimmt das Management für Lisa in den Vereinigten Staaten.
Am 18. Juni 2024 kündigte Lisa ihre neue Single Rockstar an und, dass die Single am 28. Juni 2024 erscheinen wird.
Am 3. August 2024 hat Lisa einen Clip namens Brand New Dia veröffentlicht, für den vermeintlich gleichnamigen Song. Am 6. August kündigte Lisa ihre neue Single New Woman mit Rosalía an, diese erschien am 16. August 2024. New Woman erreichte Platz 2 der deutschen Single-Trend-Charts am 5. Juli 2024.
Am 21. September teilte LLOUD den Clip “So kiss me 🌙💋” für die nächste Single. Moonlit Floor (Kiss Me) erschien offiziell am 4. Oktober 2024.
Am 13. November 2024 veröffentlichte Lisa auf ihrer Webseite einen Countdown für den 20. November 2024.
Am 7. Februar veröffentlichte Lisa ihre Pre-Release-Single Born Again zusammen mit Doja Cat und Raye für das Album Alter Ego.
Am 28. Februar 2025 veröffentlichte Lisa ihr erstes Studioalbum Alter Ego. Es debütierte auf Platz sieben der US Billboard 200.

## Diskografie

### Studioalben
| Jahr | Titel Musiklabel            | Höchstplatzierung, Gesamtwochen, AuszeichnungChartplatzierungen (Jahr, Titel, Musiklabel, Platzierungen, Wochen, Auszeichnungen, Anmerkungen) | Höchstplatzierung, Gesamtwochen, AuszeichnungChartplatzierungen (Jahr, Titel, Musiklabel, Platzierungen, Wochen, Auszeichnungen, Anmerkungen) | Höchstplatzierung, Gesamtwochen, AuszeichnungChartplatzierungen (Jahr, Titel, Musiklabel, Platzierungen, Wochen, Auszeichnungen, Anmerkungen) | Höchstplatzierung, Gesamtwochen, AuszeichnungChartplatzierungen (Jahr, Titel, Musiklabel, Platzierungen, Wochen, Auszeichnungen, Anmerkungen) | Höchstplatzierung, Gesamtwochen, AuszeichnungChartplatzierungen (Jahr, Titel, Musiklabel, Platzierungen, Wochen, Auszeichnungen, Anmerkungen) | Anmerkungen                            |
| Jahr | Titel Musiklabel            | DE | AT | CH | UK | US | Anmerkungen                            |
| ---- | --------------------------- | --- | --- | --- | --- | --- | -------------------------------------- |
| 2025 | Alter Ego RCA Records (SME) | DE2 (4 Wo.)DE | AT2 (2 Wo.)AT | CH5 (2 Wo.)CH | UK20 (1 Wo.)UK | US7 (4 Wo.)US | Erstveröffentlichung: 28. Februar 2025 |

### Single-Alben
| Jahr | Titel Musiklabel                                  | Höchstplatzierung, Gesamtwochen, AuszeichnungChartsChartplatzierungen (Jahr, Titel, Musiklabel, Platzierungen, Wochen, Auszeichnungen, Anmerkungen) | Anmerkungen                              |
| Jahr | Titel Musiklabel                                  | KR | Anmerkungen                              |
| ---- | ------------------------------------------------- | --- | ---------------------------------------- |
| 2021 | Lalisa YG Entertainment, Interscope Records (UMG) | KR1 ×3Dreifachplatin · (… Wo.)KR | Erstveröffentlichung: 10. September 2021 |

### Singles
| Jahr | Titel Album          | Höchstplatzierung, Gesamtwochen, AuszeichnungChartplatzierungen (Jahr, Titel, Album, Platzierungen, Wochen, Auszeichnungen, Anmerkungen) | Höchstplatzierung, Gesamtwochen, AuszeichnungChartplatzierungen (Jahr, Titel, Album, Platzierungen, Wochen, Auszeichnungen, Anmerkungen) | Höchstplatzierung, Gesamtwochen, AuszeichnungChartplatzierungen (Jahr, Titel, Album, Platzierungen, Wochen, Auszeichnungen, Anmerkungen) | Höchstplatzierung, Gesamtwochen, AuszeichnungChartplatzierungen (Jahr, Titel, Album, Platzierungen, Wochen, Auszeichnungen, Anmerkungen) | Höchstplatzierung, Gesamtwochen, AuszeichnungChartplatzierungen (Jahr, Titel, Album, Platzierungen, Wochen, Auszeichnungen, Anmerkungen) | Höchstplatzierung, Gesamtwochen, AuszeichnungChartplatzierungen (Jahr, Titel, Album, Platzierungen, Wochen, Auszeichnungen, Anmerkungen) | Anmerkungen                                                                      |
| Jahr | Titel Album          | KR | DE | AT | CH | UK | US | Anmerkungen                                                                      |
| ---- | -------------------- | --- | --- | --- | --- | --- | --- | -------------------------------------------------------------------------------- |
| 2021 | Lalisa               | KR64 (3 Wo.)KR | — | — | — | UK68 (1 Wo.)UK | US84 (1 Wo.)US | Erstveröffentlichung: 10. September 2021                                         |
| 2021 | Money Lalisa         | — | DE14 (9 Wo.)DE | AT12 (8 Wo.)AT | CH20 (9 Wo.)CH | UK46 Silber · (8 Wo.)UK | US90 (2 Wo.)US | Erstveröffentlichung: 10. September 2021                                         |
| 2021 | SG –                 | — | DE— aDE | — | CH56 (2 Wo.)CH | — | — | Erstveröffentlichung: 22. Oktober 2021 mit DJ Snake, Ozuna & Megan Thee Stallion |
| 2024 | Rockstar Alter Ego   | — | DE— bDE | — | — | UK49 (1 Wo.)UK | US70 (1 Wo.)US | Erstveröffentlichung: 27. Juni 2024                                              |
| 2024 | New Woman Alter Ego  | — | DE— cDE | — | CH62 (1 Wo.)CH | UK55 (1 Wo.)UK | US97 (1 Wo.)US | Erstveröffentlichung: 15. August 2024 feat. Rosalía                              |
| 2025 | Born Again Alter Ego | — | DE39 (2 Wo.)DE | AT25 (1 Wo.)AT | CH40 (2 Wo.)CH | UK13 (7 Wo.)UK | US68 (2 Wo.)US | Erstveröffentlichung: 6. Februar 2025 feat. Doja Cat & Raye                      |

Weitere Singles
- 2023: Shoong! (mit Taeyang)
- 2024: Moonlit Floor

### Als Gastmusikerin
| Jahr | Titel Album | Höchstplatzierung, Gesamtwochen, AuszeichnungChartplatzierungen (Jahr, Titel, Album, Platzierungen, Wochen, Auszeichnungen, Anmerkungen) | Höchstplatzierung, Gesamtwochen, AuszeichnungChartplatzierungen (Jahr, Titel, Album, Platzierungen, Wochen, Auszeichnungen, Anmerkungen) | Höchstplatzierung, Gesamtwochen, AuszeichnungChartplatzierungen (Jahr, Titel, Album, Platzierungen, Wochen, Auszeichnungen, Anmerkungen) | Höchstplatzierung, Gesamtwochen, AuszeichnungChartplatzierungen (Jahr, Titel, Album, Platzierungen, Wochen, Auszeichnungen, Anmerkungen) | Höchstplatzierung, Gesamtwochen, AuszeichnungChartplatzierungen (Jahr, Titel, Album, Platzierungen, Wochen, Auszeichnungen, Anmerkungen) | Höchstplatzierung, Gesamtwochen, AuszeichnungChartplatzierungen (Jahr, Titel, Album, Platzierungen, Wochen, Auszeichnungen, Anmerkungen) | Anmerkungen                                           |
| Jahr | Titel Album | KR | DE | AT | CH | UK | US | Anmerkungen                                           |
| ---- | ----------- | --- | --- | --- | --- | --- | --- | ----------------------------------------------------- |
| 2025 | Priceless – | — | — | — | — | UK69 (1 Wo.)UK | US76 (1 Wo.)US | Erstveröffentlichung: 2. Mai 2025 Maroon 5 feat. Lisa |

## Filmografie

### Soloauftritte
| Jahr | Titel                        | Sender                   | Rolle                               | Episode |
| ---- | ---------------------------- | ------------------------ | ----------------------------------- | ------- |
| 2017 | Lisa TV                      | On Style's Attractive TV | Sie selbst                          | 1–3     |
| 2017 | Get It Beauty 2017           | On Style                 | Sie selbst                          | 23      |
| 2017 | Fantastic Duo 2              | SBS                      | Diskussionsteilnehmerin (mit Jisoo) | 15–16   |
| 2018 | Real Men 300                 | MBC                      | Sie selbst                          | 1–6     |
| 2020 | Youth With You 2             | IQiyi                    | Tanzmentorin                        | 1–23    |
| 2025 | The White Lotus (3. Staffel) | HBO                      | Resort-Angestellte 'Mook'           | 1–8     |

### Musikvideos
- 2021: Lalisa
- 2021: SG (mit DJ Snake, Ozuna & Megan Thee Stallion)
- 2023: Shoong! (mit Taeyang)
- 2024: Rockstar
- 2024: New Woman (feat. Rosalia)
- 2025: BORN AGAIN (feat. Doja Cat & RAYE)

#### Cameo-Auftritte
- 2014: Taeyang – Ringa Linga[50]

#### Performance Videos
- 2021: Money
- 2024: Moonlit Floor

## Auszeichnungen
Bravo Otto
- 2022: Best Newcomer[51]

Gaon Chart Music Awards
- 2022: Mubeat Global Choice Award (Female)[52]

MTV Europe Music Awards
- 2022: Best K-Pop[53]
- 2024: Best Collaboration[54] (für die Single New Woman) [mit Rosalia]
- 2024: Biggest Fans[55]

MTV Video Music Awards
- 2022: Best K-Pop (für die Single Lalisa)[56]
- 2024: Best K-Pop (für die Single Rockstar)[57]

## Auszeichnungen für Musikverkäufe
| Goldene Schallplatte - Frankreich - 2023: für die Single Money - Italien - 2024: für die Single Money - Kanada - 2025: für die Single Rockstar - Mexiko - 2025: für die Single New Woman - Polen - 2022: für die Single Money - Portugal - 2022: für die Single Money - Spanien - 2024: für die Single Money - 2024: für die Single New Woman | Platin-Schallplatte - Brasilien - 2024: für die Single SG - 2024: für die Single Lalisa - 2025: für die Single New Woman 2× Platin-Schallplatte - Brasilien - 2025: für die Single Rockstar Diamantene Schallplatte - Brasilien - 2024: für die Single Money |

Anmerkung: Auszeichnungen in Ländern aus den Charttabellen bzw. Chartboxen sind in ebendiesen zu finden.
| Land/RegionAuszeichnungen für Musikverkäufe (Land/Region, Auszeichnungen, Verkäufe, Quellen) | Silber  | Gold     | Platin     | Diamant  | Verkäufe | Quellen             |
| -------------------------------------------------------------------------------------------- | ------- | -------- | ---------- | -------- | -------- | ------------------- |
| Brasilien (PMB)                                                                              | —       | —        | 5× Platin5 | Diamant1 | 360.000  | pro-musicabr.org.br |
| Frankreich (SNEP)                                                                            | —       | 2× Gold2 | —          | —        | 200.000  | snepmusique.com     |
| Italien (FIMI)                                                                               | —       | Gold1    | —          | —        | 50.000   | fimi.it             |
| Kanada (MC)                                                                                  | —       | Gold1    | —          | —        | 40.000   | musiccanada.com     |
| Mexiko (AMPROFON)                                                                            | —       | Gold1    | —          | —        | 70.000   | amprofon.com.mx     |
| Polen (ZPAV)                                                                                 | —       | Gold1    | —          | —        | 25.000   | olis.pl             |
| Portugal (AFP)                                                                               | —       | Gold1    | —          | —        | 5.000    | Einzelnachweise     |
| Spanien (Promusicae)                                                                         | —       | 2× Gold2 | —          | —        | 60.000   | elportaldemusica.es |
| Südkorea (KMCA)                                                                              | —       | —        | 3× Platin3 | —        | 750.000  | circlechart.kr      |
| Vereinigtes Königreich (BPI)                                                                 | Silber1 | —        | —          | —        | 200.000  | bpi.co.uk           |
| Insgesamt                                                                                    | Silber1 | 9× Gold9 | 8× Platin8 | Diamant1 |          |                     |